# Maria Lourdes Casanovas i Cladellas
Maria Lourdes Casanovas i Cladellas (Sabadell, 1934) és una paleontòloga catalana.
Es va llicenciar en Ciències Geològiques l'any 1970 a la Universitat de Barcelona, va ser alumna del paleontòleg sabadellenc Miquel Crusafont i es va doctorar l'any 1975 a la mateixa universitat, on també va ser professora de Paleontologia. Va ser investigadora de l'Institut de Paleontologia de Sabadell (actual Institut Català de Paleontologia Miquel Crusafont) on va centrar la seva recerca científica en els mamífers del Terciari inferior (Eocè). Juntament amb el seu marit –el també paleontòleg Josep Vicenç Santafé–, va introduir l'estudi de les petjades de dinosaures i altres vertebrats fòssils (paleoicnologia) a l'Estat espanyol. Entre altres tàxons, es coautora de Aragosaurus, un gènere de dinosaure del Cretaci inferior. En el camp de la divulgació, ha publicat diversos articles, la majoria signats amb Santafé.
Juntament amb Santafé ha publicat els llibres Geología y paleontología de las capas rojas de Morella, Morella y su fauna fósil, Dinosaures i el seu entorn geològic i Dinosaurios de la Comunidad Valenciana.